# Börzsönyi-kismedencék

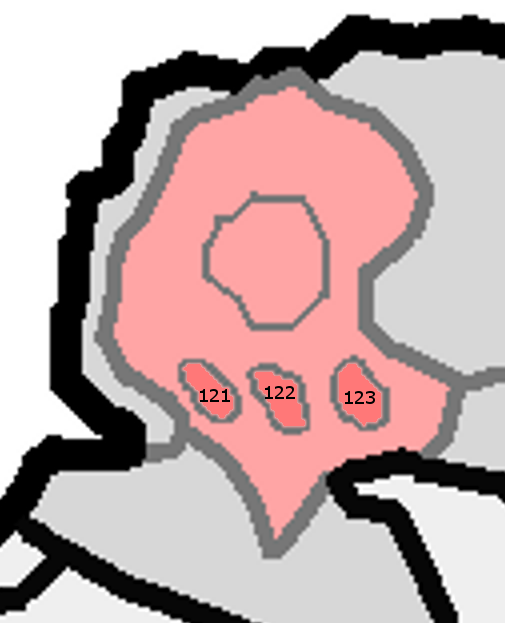
121 – Márianosztrai-medence
122 – Kóspallagi-medence
123 – Szokolyai-medence

A Börzsönyi-kismedencék a Börzsöny egyik földrajzi kistája Pest vármegye területén. A 21 km² területű vidék a hegység több, egymástól elkülönülő kismedencéjét foglalja magába.

## Földtan és domborzat
A Kóspallagi- és a Márianosztrai-medence inkább félmedencéknek tekinthetők, mivel délkeleti, ill. délnyugati irányban nyitottak. A Szokolyai-medence erősen tagolt. A tengerszint feletti magasság 150 és 350 m között változik.
Kőzettani alapjukat miocén andezit és andezittufa képezi, erre a miocén végén néhol lajtamészkő került. Felszínüket jelenleg többnyire vályogos beágyazású kőzettörmelék borítja. A harmadidőszak végén, negyedidőszak elején váltak medencévé, amikor környezetük intenzívebben kiemelkedett.
A kistáj vízfolyásai a Duna és az Ipoly bal parti mellékvizei: a Márianosztrai-medence nyugati felén a Damásdi (Bezina)-patak, keleti felén a Bőszobi-patak, a Kóspallagi-medencében a Malomvölgyi-patak, a Szokolyai-medencében a Török-patak.

## Éghajlat
A medencék éghajlata mérsékelten hűvös és mérsékelten száraz. Az évi napsütéses órák száma 1900 körüli, az éves középhőmérséklet  9–9,5 °C körül alakul. A csapadék évente 620–660 mm. A hótakaró általában 45–55 napig marad meg, átlagos maximális vastagsága 25 cm.

## Talaj és növényzet
A kistáj jellemző talajai az agyagbemosódásos barna erdőtalajok (80%) és a barnaföldek.
A kismedencék adottságaik alapján cseres-tölgyes területek lehetnének, az emberi tevékenység nyomán azonban többnyire erdőtlen irtásrétek (többhelyütt legeltetéssel), kisebb mértékben szántóföldek.
| Területhasznosítás | Terület  | Területarány |
| ------------------ | -------- | ------------ |
| Lakott terület     | 150,1 ha | 7,2%         |
| Szántó             | 563,1 ha | 26,9%        |
| Kert               | 41,2 ha  | 2,0%         |
| Szőlő              | 0,0 ha   | 0,0%         |
| Rét, legelő        | 507,0 ha | 24,2%        |
| Erdő               | 830,3 ha | 39,7%        |
| Vízfelszín         | 0,0 ha   | 0,0%         |

## Népesség
A kistáj területén három település található: Márianosztra, Kóspallag és Szokolya.